# Frankfort, Ohio
Frankfort är en ort i Ross County i delstaten Ohio, USA.